# Lathrolestes irenea
Lathrolestes irenea är en stekelart som beskrevs av Ian D. Gauld 1997. Lathrolestes irenea ingår i släktet Lathrolestes och familjen brokparasitsteklar. Inga underarter finns listade i Catalogue of Life.